# Caproni Ca.310
Caproni-Begamaschi Ca.310 Libeccio (tiếng Italy: gió tây nam) là một loại máy bay trinh sát của Italy trong Chiến tranh thế giới II.
- Ca310: Phiên bản trinh sát hai động cơ.
- Ca.310 Idro: Thủy phi cơ.
- Ca.310bis:

## Quốc gia sử dụng
Independent State of Croatia
- Zrakoplovstvo Nezavisne Države Hrvatske

 Hungary
- Không quân Hoàng gia Hungary

 Italy
- Regia Aeronautica

 Na Uy
- Không quân Lục quân Na Uy

 Peru
- Cuerpo de Aviación del Perú

 Tây Ban Nha
- Không quân Tây Ban Nha

 Nam Tư
- Không quân Hoàng gia Nam Tư

 Nam Tư
- Không quân SFR Nam Tư – sau chiến tranh.

## Tính năng kỹ chiến thuật (Ca.310)

### Đặc điểm riêng
- Tổ lái: 3
- Chiều dài: 12,20 m (40 ft)
- Sải cánh: 16,20 m (53 ft)
- Chiều cao: 3,52 m (11.5 ft)
- Diện tích cánh: 38,7 m² (127 ft²)
- Trọng lượng rỗng: 3.040 kg (6.702 lb)
- Trọng lượng có tải: 4.650 kg (10.251 lb)
- Động cơ: 2 × Piaggio P.VIII C.35, 350 kW (470 hp) mỗi chiếc

### Hiệu suất bay
- Vận tốc cực đại: 365 km/h (227 mph)
- Vận tốc hành trình: 285–312 km/h (177-194 mph)
- Tầm bay: 1.690 km (1.050 mi)
- Trần bay: 7.000 m (22.966 ft)

### Vũ khí
- 3 súng máy Breda SAFAT 7,7 mm (0.303 in
- 450 kg (992 lb) bom